# CDJ

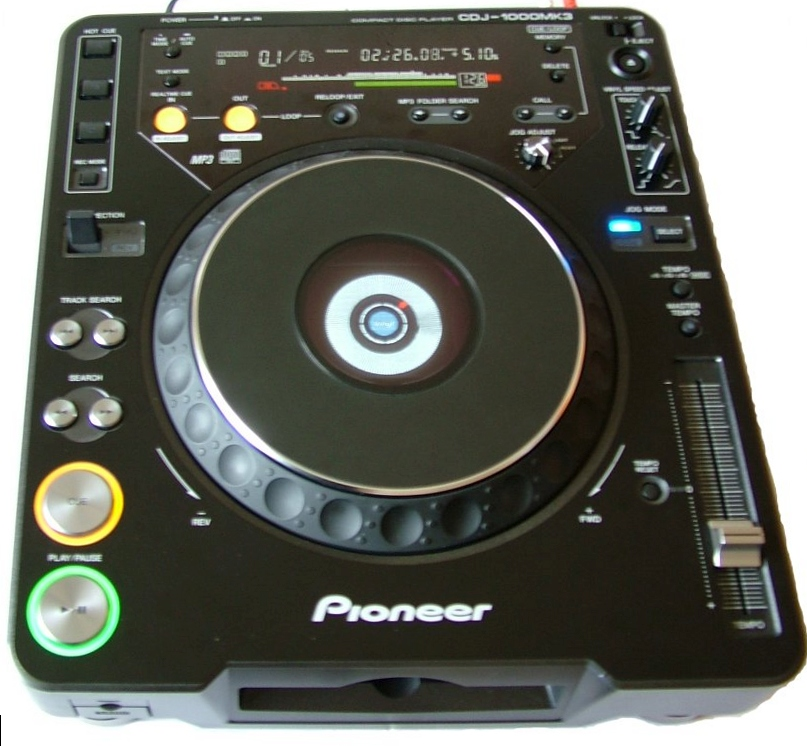
Pioneer CDJ-1000MK3.

CDJ es un término para describir un reproductor de CD fabricado por Pioneer Electronics, que funciona de manera similar a un giradiscos de vinilio para los propósitos de un DJ. Originalmente, el término se refería al CDJ-500 de Pioneer Electronics, pero ahora abarca la línea completa de tocadiscos-CD de Pioneer.

## Características de la gama de modelos
Los modelos CDJ-400, CDJ-800 y CDJ-1000 (incluyendo el Mark 2 y el Mark 3) tienen modo vinilio y una bandeja virtual que permite al operador manipular manualmente la música de un CD como si fuera un tocadiscos, mientras que otros modelos (CDJ-100S, CDJ-200) no tienen las capacidades de un tocadiscos, y son esencialmente reproductores de CD, que aunque todavía tienen la opción de manipular el CD, no incluyen el modo vinilo de otros modelos. 
El CDJ-1000 fue el principal modelo que se volvió popular en clubes y entre usuarios domésticos, especialmente la segunda versión del modelo, el CDJ-1000MK2. 
El modelo CDJ-400, fue el primero en incorporar una tarjeta de sonido, un USB de entrada para reproducir archivos de audio digital, y control MIDI para enlazar el reproductor con un ordenador. Este modelo fue sustituido por el CDJ-350 en 2010.
Debido a la transformación del sector en la distribución musical, cada vez más DJ´s prescinden del formato CD o vinilo y optan por adquirir la música en internet. Los nuevos reproductores multiformato CDJ integran entradas USB, SD card, compatibilidad con software DJ, conectividad vía LAN y tarjeta de sonido de alta calidad.
Además, Pioneer empezó a fabricar mezcladores como la serie DJM que tienen una creciente aceptación ya que los efectos se pueden aplicar a cualquier canal, y la posibilidad de conectar un cable de control entre el mezclador y el CDJ-type de reproductor de CD, de manera que cada uno puede ser controlado a distancia por el otro. El modelo CDJ-2000 se ha convertido en un estándar, presente en numerosas salas de baile.

## Modelos
En la gama histórica de Pioneer figuran los modelos siguientes (año 2021):
- CDJ-3000
- CDJ-2000 (incluyendo CDJ-2000 Nexus y CDJ-2000 Nexus 2)
- CDJ-1000 (incluyendo CDJ-1000MK2 y CDJ-1000MK3)
- CDJ-900 (incluyendo CDJ-900 Nexus)
- CDJ-800 (incluyendo CDJ-800MK2 y CDJ-850)
- CDJ-500 (incluyendo CDJ-500II y CDJ-500S)
- CDJ-400
- CDJ-350
- CDJ-200
- CDJ-100S